# Dolny Śląsk (prowincja)
Prowincja Dolny Śląsk (niem. Provinz Niederschlesien) – prowincja pruska o powierzchni 26 615,83 km² ze stolicą we Wrocławiu, utworzona uchwałą sejmu pruskiego z 14 października 1919 z zachodniej części prowincji śląskiej. Ustawa weszła w życie 25 lipca 1920.
Oprócz ziem śląskich obejmowała także część Łużyc i ziemię kłodzką. Dzieliła się na dwie rejencje: wrocławską i legnicką. 21 marca 1938 połączona z prowincją Górny Śląsk, od 1941 r. – ponownie oddzielna prowincja.
W 1925 r. zamieszkiwało ją 3,126 mln ludzi.